# Bräkenbrosking
Bräkenbrosking (Rhizomarasmius undatus) är en svampart som först beskrevs av Miles Joseph Berkeley, och fick sitt nu gällande namn av R.H. Petersen 2000. Bräkenbrosking ingår i släktet Rhizomarasmius och familjen Physalacriaceae.  Arten är reproducerande i Sverige. Inga underarter finns listade i Catalogue of Life.